# Shūhei Yomoda
Shūhei Yomoda (japanisch 四方田 修平 Yomoda Shūhei; * 14. März 1973 in Chiba) ist ein ehemaliger japanischer Fußballspieler und -trainer.

## Karriere
Yomoda erlernte das Fußballspielen in der Schulmannschaft der Narashino High School und der Universitätsmannschaft der Juntendo-Universität. Von 2004 bis 2015 war Yomoda Trainer der Hokkaido Consadole Sapporo U18, danach war er bis 2017 Trainer der 1. Mannschaft Hokkaido Consadole Sapporo. 2016 wurde er mit dem Verein Meister der J2 League und stieg in die J1 League auf. Nach seiner Zeit als Trainer war er weiterhin als Co-Trainer von Hokkaido Consadole Sapporo aktiv. Seit Februar 2022 ist er Trainer von Yokohama FC.